# Peter Diamandis
Peter H. Diamandis (New York, 20 maggio 1961) è un ingegnere, medico e imprenditore statunitense.
È fondatore e presidente della X Prize Foundation, cofondatore e presidente esecutivo di Singularity University e coautore dei bestseller New York Times Abundance: The Future Is Better Than You Think e BOLD: How to Go Big, Create Wealth, and Impact the World.
È anche ex CEO e co-fondatore di Zero Gravity Corporation, co-fondatore e vice presidente di Space Adventures Ltd., fondatore e presidente di Rocket Racing League, co-fondatore di International Space University, co-fondatore delle Planetary Resources, fondatore di Students for the Exploration and Development of Space, e vice-presidente e co-fondatore di Human Longevity, Inc.